# Аїра
Аїра (Aira) — рід рослин Старого Світу родини злакових, що походить із західної та південної Європи, центральної та південно-західної Азії, а також Африки.
Трава з дуже тонких листків і стебел. Вид зазвичай зустрічається на сухих піщаних місцях і досягає 20–40 см у висоту. 
Кілька видів вирощують як декоративні рослини через їх дуже ніжні повітряні головки насіння, які використовуються в композиціях із сухих квітів.
Види:
- Aira caryophyllea
- Aira cupaniana
- Aira elegantissima
- Aira × hybrida
- Aira praecox
- Aira provincialis
- Aira scoparia
- Aira tenorei
- Aira uniaristata